# Mietvilla Reinickstraße 8

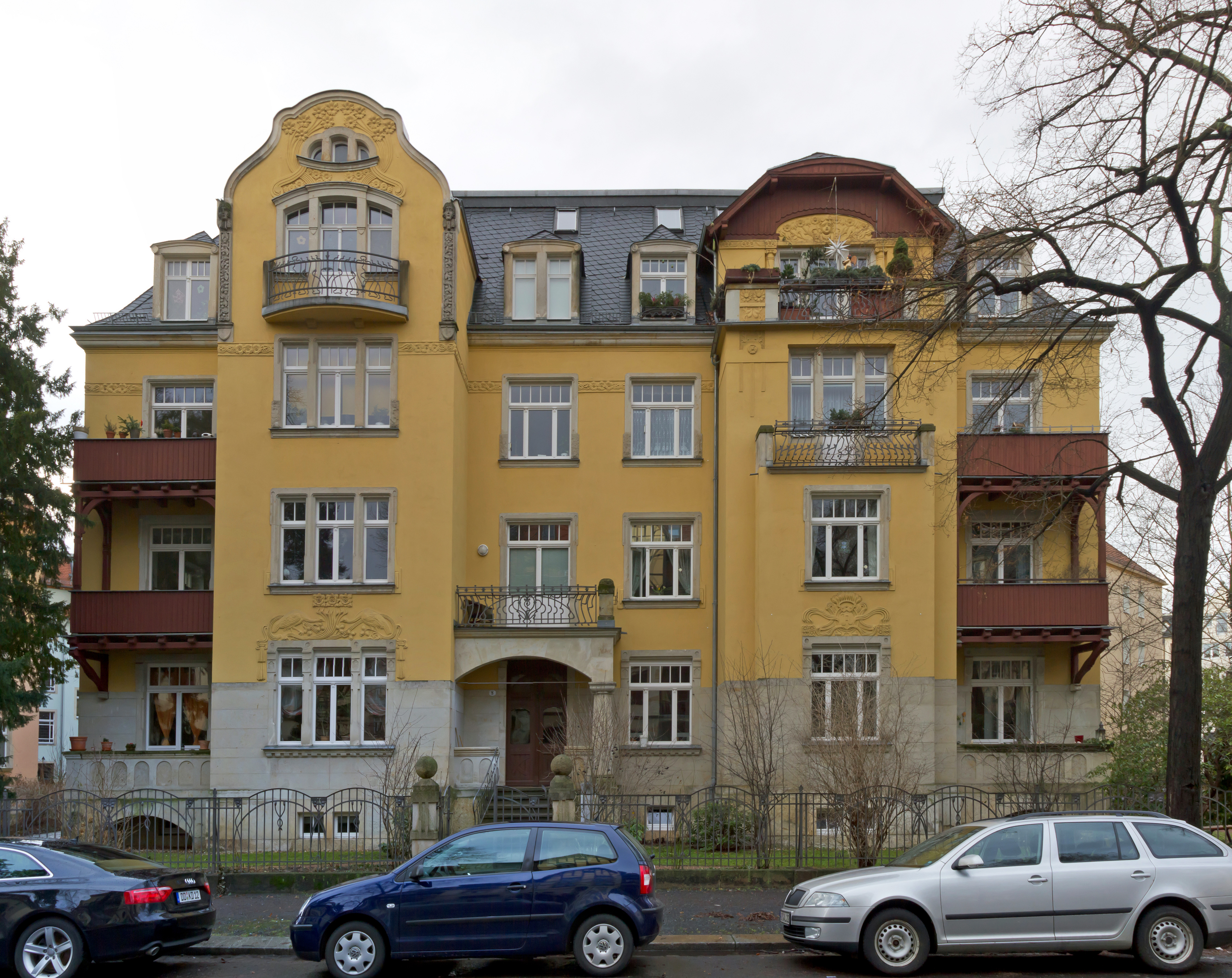
Mietvilla Reinickstraße 8

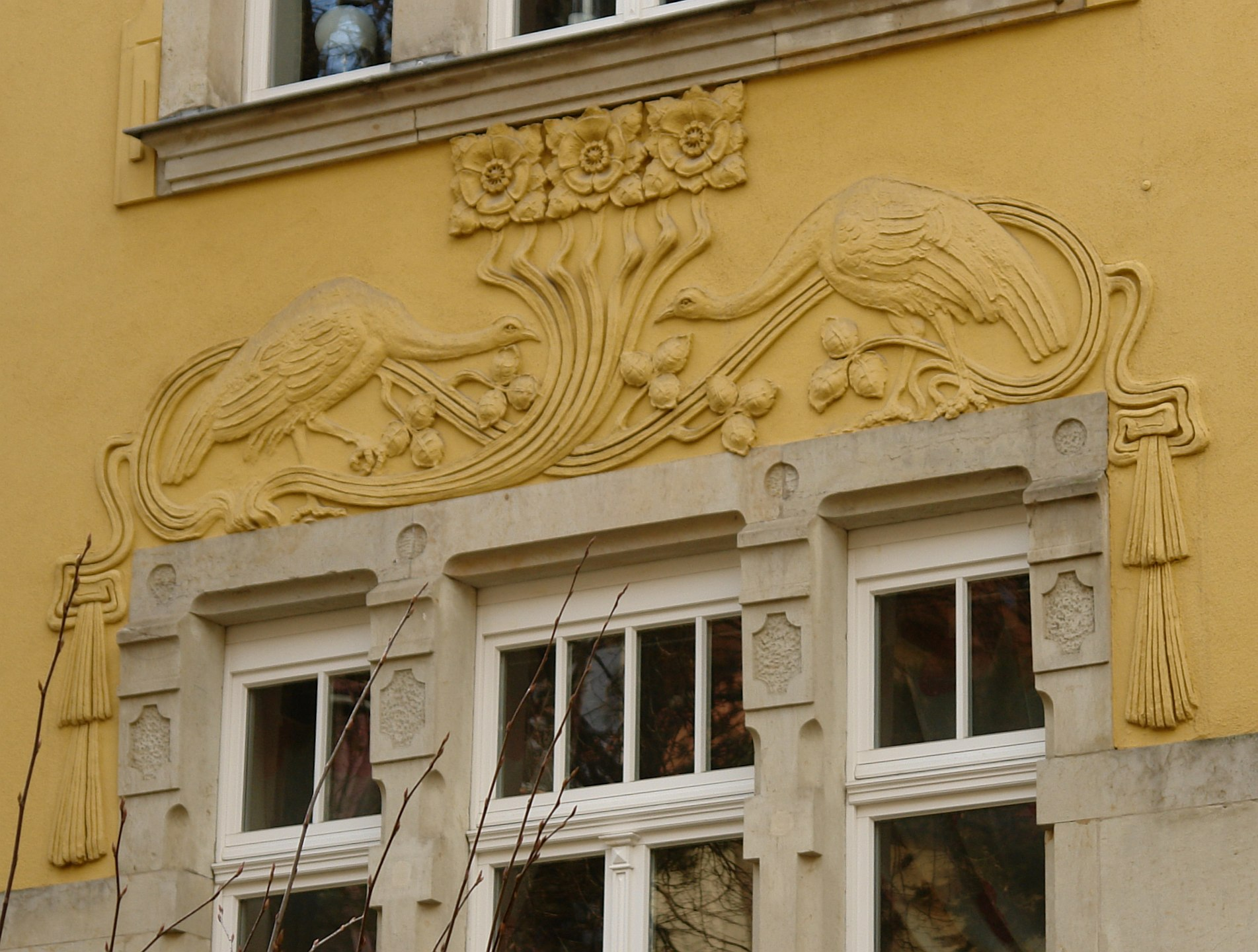
Detail der Dekoration

Die Mietsvilla Reinickstraße 8 ist ein denkmalgeschütztes Mehrfamilienwohnhaus an der nach dem Dichter und Maler Robert Reinick benannten Straße im Dresdner Stadtteil Striesen.
Das freistehende, dreigeschossige Jugendstil-Gebäude wurde im Jahre 1903 erbaut. Bemerkenswert ist die aufwändige Dekoration und Ausmalung. So sind an der Fassade figürliche und florale Motive angebracht worden. Ein Mittelrisalit ist asymmetrisch gestellt worden und zeigt als oberen Abschluss einen hohen Giebel. Ein weiterer, seitlich angebrachter Risalit stellt gleichwohl eine gewisse Symmetrie der Straßenfassade wieder her, ist jedoch erheblich sparsamer gestaltet worden.
Durch die Haustür betritt man eine breit gelagerte Vorhalle, die von einem Korbbogen-Tonnengewölbe überspannt wird. Durch eine Toröffnung führt der Weg in einen weiteren Vorraum mit relativ flachem Kreuzgratgewölbe, hinter dem sich das Treppenhaus befindet. Wand und Gewölbe sind in Ockertönen mit blauen, rostroten und weißen Akzenten gehalten, wobei sich stilistisch der Übergang vom floralen zum geometrischen Jugendstil erkennen lässt. Schablonenfriese, Stuckpilaster und Stuckbordüren prägen den Eingangsbereich. Im Rundbogen befinden sich Bildfelder, in denen karge Gebirgslandschaften mit monumentaler Bebauung – Burgen oder Klöster – dargestellt sind. Die Bilder wurden im Rahmen der vom Denkmalschutz überwachten Sanierung restauriert, während die sonstigen Dekorationen meist rekonstruiert wurden.